# Narongchai Vachiraban
Narongchai Vachiraban (Nakhon Pathom, 16 febbraio 1981) è un ex calciatore thailandese, di ruolo trequartista.

## Carriera

### Club
Ha cominciato a giocare al Bangkok Christian College. Nel 2003 è passato al BEC Tero Sasana. Nel 2005, dopo aver militato al Bình Định, si è trasferito al Buriram PEA. Nel gennaio 2010 è passato al Police Tero. Nell'estate 2010 si è trasferito al Muangthong Utd. Nel 2011 è stato acquistato dal Chainat. Nel 2013 è passato al PTT Rayong. Nel 2016 è tornato al Chainat. Nel 2017 si è trasferito al Pathum Thani. Nel 2019 è stato acquistato dal Simork, con cui ha concluso la propria carriera.

### Nazionale
Ha debuttato in Nazionale l'11 maggio 2002, nell'amichevole Cina-Thailandia (3-1). Ha messo a segno la sua prima rete con la maglia della Nazionale il 27 dicembre 2002, in Vietnam-Thailandia (0-4), in cui ha siglato al minuto 42 la rete del momentaneo 2-0. Ha partecipato, con la Nazionale, alla Coppa d'Asia 2004. Ha collezionato in totale, con la maglia della Nazionale, 23 presenze e tre reti.

## Palmarès

### Club

#### Competizioni nazionali
- Thai League 1: 2

Bangkok United: 2008
Muangthong United: 2010